# ルスタム朝

ルスタム朝

815年から915年ごろにかけてのアルジェリアの勢力図

ルスタム朝（アラビア語: رستميون）とは、かつてアルジェリアに存在した王朝である。首都はアルジェリア内陸部の都市ターハルト（ティアレット。ターヘルト、ティーハルトとも表記される）。

## 歴史
王朝の創始者であるアブドゥッラフマーン・イブン・ルスタムはペルシアの出身で幼少期にチュニジアのカイラワーン（ケルアン）に移住したと伝えられている。636年/37年のカーディスィーヤの戦いでペルシア軍の総司令官を務めていたサーサーン朝の王族ルスタムの孫と伝えられている。
740年代のマグリブではイスラム教のハワーリジュ派の思想が広がっていた750年にアッバース朝が建国されるとハワーリジュ派はイラクでの活動に困難をきたし、ハワーリジュ派の一派であるイバード派はマグリブに共同体を建設するため、757年から758年にかけて5人の宣教師を派遣した。宣教師の代表者（イマーム）であるアブー・アル＝ハッターブはカイラワーンをスフリ派から奪還し、町の支配をイブン・ルスタムに委任した。758年から761年にかけてイブン・ルスタムはハワーリジュ派の信徒を率いてカイラワーンを支配するが、761年にカイラワーンはアッバース朝の軍隊によって制圧される。同年にイブン・ルスタムはフッワーラ族をはじめとするトリポリタニアのザナータ系ベルベル人の協力を得てティアレを征服し、ティアレから西に10km離れた場所にターハルトの町を建設した。777年/78年にイブン・ルスタムはイバード派唯一のイマームに推戴され、自身が建設したターハルトを都とした。
イブン・ルスタムの子アブド・アル＝ワッハーブの治世（784年 - 823年）に王朝は最盛期を迎え、勢力はマグリブ全土からサハラ砂漠以南の黒人世界に及んでいた。しばしばザナータ系ベルベル人の反乱が起きたものの、王朝の支配はおおむね安定していた。ルスタム朝はモロッコのイドリース朝、チュニジアのアグラブ朝と対立し、イベリア半島の後ウマイヤ朝と友好を保った。国家の権威は首都のターハルトからジェルバ島を含むトリポリに及び、アルジェリアからエジプトに至る陸路がルスタム朝の勢力圏に置かれていた。895年から896年にかけて、ルスタム朝はトリポリ沿岸部の通行権を要求するアグラブ朝と衝突する。戦争は結果的にアグラブ朝の勝利に終わり、ルスタム朝の軍事力の衰退はエジプトのファーティマ朝の進出を容易にした。
内乱、軍事力の低下のため、909年にルスタム朝はファーティマ朝によって滅ぼされる。ターハルトが陥落した際に王族は殺害され、生き残った一部の人間はサドラータ砂漠の都市ワルグラに避難した。ワルグラはイバード派のサハラ交易の拠点となるが、11世紀にルスタム朝の王族はワルガラを追われ、西方のムザブ地方に移住した。ルスタム朝の人間はムザブのイバード派の祖となり、彼らによってトゥーフ、ブンヌール、ガルダイアなどの町が建設された。イバード派が形成した共同体はアルジェリア民主人民共和国の成立後もなお残り、多くの住民が金融業に従事している。

## 社会
ルスタム朝は「イマーム（宗教指導者）」の称号を帯びた君主によって統治されていた。理念的にはハワーリジュ派のイマームは共同体の長老たちによって選出された人物が就くことになっていたが、実際は王朝の創始者であるイブン・ルスタムの一族によって世襲されていた。イマームたちは高度な教育を受け、宗教以外に統治行政、数学、天文学、占星術の知識を習得していた。5代目のイマームであるアブー・アル＝ヤクザーンは全マグリブのイマームの地位を主張し、シジルマサのスフリ派の政権から貢物を受け取っていた。
ルスタム朝の社会は、イバード派の教義に則った禁欲主義的なものだったと伝えられている。イスラーム法が厳格に適用され、戦争に際しては敵側の人間であっても非戦闘員に対する殺害・略奪は認められていなかった。ペルシア系のムスリムが統治するルスタム朝のことを聞き及んだアラブ化したペルシア人たちがイラクからアルジェリアに移住し、ズィンミー（庇護民）の規定が遵守されていたために領内にはキリスト教徒も居住していた。こうしたキリスト教徒の中には、君主の行政顧問に取り立てられた者もいた。

## 経済
サハラ交易の縦断路上に位置する首都のターハルトは商工業が活性化し、町は「マグリブのイラク」と称された。サハラ交易に携わる商人によって、金、黒人奴隷、穀物、皮革などの商品が取引されていた。

## 歴代君主
1. アブドゥッラフマーン・イブン・ルスタム（在位：776年/777年/778年 - 784年）
2. アブド・アル＝ワッハーブ（アブド・アル＝ワリース、在位：784年 - 823年） - イブン・ルスタムの子
3. アブー・サイード・アフラフ（在位：823年 - 872年） - アブド・アル＝ワッハーブの子
4. アブー・バクル（在位：872年 - ?） - アブー・サイード・アフラフの子
5. アブー・アル＝ヤクザーン・ムハンマド（? - 894年） - アブー・サイード・アフラフの子
6. アブー・ハーティブ・ユースフ（在位：894年 - 897年） - アブー・アル＝ヤクザーン・ムハンマドの子

ルスタム朝のイマームの系図

7. ヤークーブ（在位：897年 - 901年） - アブー・サイード・アフラフの子
8. アブー・ハーティブ・ユースフ（在位：901年 - 907年、復位）
9. ヤクザーン（907年 - 909年）